# Досифеева пустынь
Досифеева Троицкая мужская пустынь — затопленная пустынь в Ярославской области, находившаяся на правом берегу Шексны, ныне под водами Рыбинского водохранилища.
По народному преданию, келью преподобного Досифея Череповецкого обнаружили в лесу во время путешествия царя Ивана Грозного (1547—1584) в Кирилло-Белозерский монастырь. Царь, придя к келье, обнаружил её пустой. Подвижник скрылся в лесу от людской молвы. В келье обнаружили камень, на котором молился святой, псалтырь и лампаду. Иван Грозный приказал построить на этом месте монастырь в честь пророка Иоанна Предтечи, так как келья была найдена 24 июня по старому стилю (7 июля по новому стилю), в день его рождения.
Церковь Иоанна Предтечи так и не была закончена. В монастыре вместо неё была построена другая церковь во имя Святой Живоначальной Троицы. Сам монастырь был назван в честь пустынножителя Досифея — Досифеевским. Местные жители отмечали память подвижника 4 февраля по старому стилю/17 февраля по новому стилю.
В 1609—1612 годах Досифеева пустынь была разорена польско-литовскими захватчиками. Позднее обитель была восстановлена и была приписана к Череповецкому Воскресенскому монастырю. В 1703—1704 годах Досифеева пустынь стала независимой от Череповецкого Воскресенского монастыря и была приписана к Олонецкой верфи.
В 1764 году Досифеева пустынь была упразднена и преобразована в приход. В 1804 году стараниями прихожан взамен старинных деревянных церквей на месте пустыни был устроен большой каменный храм. Новый каменный храм имел три придела: холодный (неотапливаемый) в честь Святой Живоначальной Троицы и два теплых, в честь святых бессребреников и чудотворцев Космы и Дамиана и в честь преподобного Досифея Палестинского.
В XX веке, во время гонений на церковь, Досифеева пустынь стала пристанищем для монахинь, изгнанных из Леушинского Иоанно-Предтеченского монастыря.
20 февраля 1936 года постановлением Ленинградского облисполкома Досифеевский приход был закрыт. В 1941 году при создании Рыбинского водохранилища Досифеевский приход попал в зону затопления. Досифеева пустынь оказалась под водами рукотворного моря.
В настоящее время мощи преподобного Досифея Череповецкого находятся на территории бывшей Досифеевой обители — на дне Рыбинского водохранилища.